# Sancey
Sancey – gmina we Francji, w regionie Burgundia-Franche-Comté, w departamencie Doubs. Została utworzona 1 stycznia 2016 roku z połączenia dwóch wcześniejszych gmin: Sancey-le-Grand oraz Sancey-le-Long. Siedzibą gminy została miejscowość Sancey-le-Grand. W 2013 roku populacja wyżej wymienionych gmin wynosiła 1275 mieszkańców.